# ديفيد بانكس
ديفيد بانكس (بالإنجليزية: David Banks)‏ (17 ديسمبر 1967 في المملكة المتحدة - ) هو مدرب كرة قدم ولاعب كرة قدم أمريكي في مركز الدفاع. لعب مع تشارلستون بيتري ونادي غوادالاخارا (نادي كرة قدم) وSan Diego Flash ‏ وBuffalo Blizzard ‏ وDenver Thunder ‏ وHouston Hotshots ‏ وSt. Louis Ambush (1992–2000) ‏.